# Acianthera wawraeana
Acianthera wawraeana é uma espécie de orquídea epífita, família Orchidaceae, do Rio de Janeiro e Espírito Santo, Brasil.
Desde 2012 esta planta  encontra-se classificada na secção Arthrosia de Acianthera. Esta secção caracteriza-se por plantas de flores delicadas, quase translucidas com uma articulação na base do labelo que se encaixa na coluna.

## Publicação e sinônimos
- Acianthera wawraeana (Barb.Rodr.) F.Barros & V.T.Rodrigues, Bradea 14: 23 (2009).

Etimologia específica:
Uma homenagem ao descobridor da planta.
Sinônimos homotípicos:
- Pleurothallis wawraeana Barb.Rodr., Gen. Spec. Orchid. 2: 4 (1881).